# Parapercis pacifica
Parapercis pacifica és una espècie de peix de la família dels pingüipèdids i de l'ordre dels perciformes.

## Etimologia
El seu nom específic prové de la seua distribució a l'oceà Pacífic.

## Descripció
- El mascle fa 18,6 cm de llargària màxima i la femella 13,1.
- Àrea inferior del cos dels mascles amb 3-4 ocels i diversos punts negrosos i marronosos, mentre que les femelles i joves tenen entre 6 i 7 ocels i punts marronosos a la mateixa zona.
- Boca lleugerament obliqua, gran, amb l'extrem de la mandíbula inferior aproximadament igual al de la mandíbula superior, una filera exterior de dents canines a la mandíbula superior i el vòmer amb diverses fileres de dents vil·liformes. Galtes amb molts punts negrosos i petites escates imbricades.
- Marge extern del preopercle llis i el del subopercle amb estries febles a la zona mitjana.
- 5 espines i 21-22 radis tous a l'aleta dorsal i 1 espina i 17-18 radis tous a l'anal. 18 radis, normalment, a les aletes pectorals.
- Línia lateral lleugerament arquejada per sobre de les aletes pectorals per a després estendre's per la part mitjana del cos fins a l'àrea basal de l'aleta caudal.
- Escates ctenoides al cos i l'opercle, mentre que les del clatell, l'abdomen i l'àrea al voltant de les aletes pelvianes són cicloïdals. El musell, la part posterior dels ulls, la superfície inferior del cap i les aletes dorsal, anal i pelvianes sense escates. Àrea basal de les aletes pectorals amb petites escates cicloïdals i ctenoides. Aleta caudal coberta per petites escates ctenoides i cicloïdals (llevat del quart posterior).
- L'origen de l'aleta anal es troba per sota de la base del cinquè radi tou de l'aleta dorsal. Aletes pectorals arrodonides, les pelvianes arribant a l'origen de l'anal i la caudal feblement arrodonida.[3][5]

## Hàbitat i distribució geogràfica
És un peix marí, bentopelàgic (entre 0-6 m de fondària), associat als esculls de corall i els fons sorrencs, i de clima subtropical, el qual viu al Pacífic occidental: des del sud del Japó (la prefectura de Kōchi i les illes Ryukyu) fins al mar de la Xina Meridional, Indonèsia (com ara, Seram, Flores i Sulawesi), les illes Filipines, el mar de Timor i Austràlia (Austràlia Occidental i les illes Ashmore i Cartier).

## Observacions
És inofensiu per als humans.